# Röd hornvallmo
Röd hornvallmo (Glaucium corniculatum) är en växtart i familjen vallmoväxter. 